# National World War II Memorial
Pomnik II Wojny Światowej (ang. National World War II Memorial) jest pomnikiem zadedykowanym Amerykanom, którzy służyli w siłach zbrojnych i jako cywile, podczas II wojny światowej. Składa się z 56 filarów i pary łuków, otaczających plac z fontanną w centrum. Pomnik znajduje się w National Mall w Waszyngtonie, pomiędzy Pomnikiem Lincolna a Pomnikiem Waszyngtona.

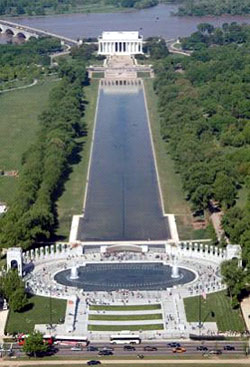
Widok z lotu ptaka na Pomnik II Wojny Światowej. W tle widać Lincoln Memorial

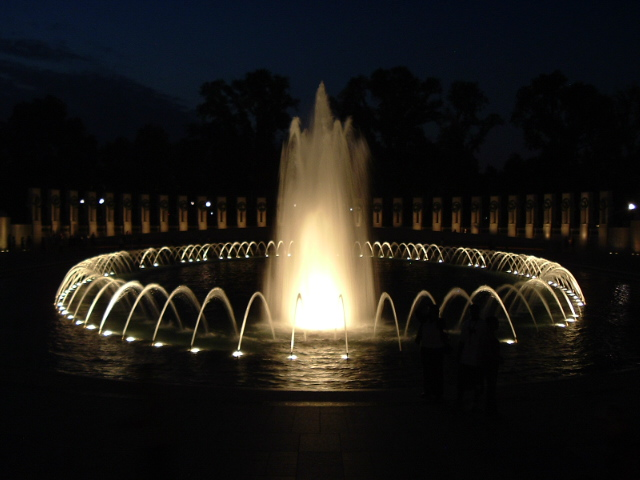
Pomnik II Wojny Światowej

Został odsłonięty 29 kwietnia 2004. Zarządzany jest przez National Park Service. Każdego roku pomnik odwiedza ponad 4.4 miliona osób.